# 424 هـ
424 هـ هي سنة في التقويم الهجري امتدت مقابلةً في التقويم الميلادي بين سنتي 1032 و1033.

## مواليد
- أبو الغنائم النرسي
- أبو القاسم علي بن إبراهيم النسيب